# Estandarte Amarelo Bordado
O Estandarte Amarelo Bordado (chinês tradicional: 鑲黃旗, chinês simplificado: 镶黄旗, pinyin: Xiāng Huáng Qí) foi um dos Oito Estandartes do exército e da sociedade Manchu durante as dinastias Jin Posterior e Qing da China. O Estandarte Amarelo Bordado era um dos três exércitos de estandartes "superiores" sob o comando direto do próprio imperador, e um dos quatro estandartes da "ala esquerda".  O Estandarte Amarelo Simples e o Estandarte Amarelo Bordado foram separadas uma da outra em 1615, quando as tropas dos quatro exércitos de estandartres originais (Amarelo, Azul, Vermelho e Branco) foram divididas em oito, adicionando uma variante com bordas ao design de cada estandarte.  Os estandartes amarelos foram originalmente comandadas pessoalmente por Nurhachi. Após a morte de Nurhachi, seu filho Huang-Taiji tornou-se cã e assumiu o controle de ambos os estandartes amarelos. Mais tarde, o Imperador Shunzhi assumiu o Estandarte Branco Simples após a morte de seu regente, Dorgon, a quem ela pertencia anteriormente. Desse ponto em diante, o imperador controlou diretamente três estandartes "superiores" (Amarelo Simples, Amarelo Bordado e Branco Simples), em oposição às outros cinco estandartes "inferiores".   Devido ao controle direto dos três estandartes superiores, não houve comandantes de estandartes nomeados, ao contrário das outras cinco. Os guardas pessoais do imperador e os guardas da Cidade Proibida também foram selecionados apenas entre os três estandartes superiores. 

## Membros notáveis
- Yuxian
- Imperatriz Xiaoxianchun
- Fuheng
- Fuk'anggan
- Wenxiu, concubina do Imperador Xuantong
- Nobre Consorte Wenxi
- Longkodo
- Imperatriz Xiaodexiana
- Imperatriz Xiaoshencheng
- Imperatriz Xiaomucheng
- Imperatriz Xiaozheyi
- Yilibu
- Oboi
- Nian Gengyao (Han)
- Gao E (Han)
- Imperatriz Xiaoyichun
- Taqibu
- Consorte Fang
- Concubina Tian
- Consorte Yuan
- Nobre Consorte Imperial Dunsu
- Nobre Consorte Imperial Gongshun
- Nobre Consorte Imperial Qinggong
- Consorte Xun (Concubina do Imperador Tongzhi)
- Nobre Consorte Xin

## Clãs notáveis
- Clã Fuca
- Niohuru
- Tunggiya
- Sakda
- Nian
- Gao
- Erdet
- Guwalgiya
- Zhangjia
- Duola'er
- Zhalali
- Fã
- Wei
- Mãe
- Zhao
- Shi
- Gorolo
- Yanzha